# Michaela Taupe-Traer
Michaela Taupe-Traer, avstrijska veslačica, * 25. januar 1975, Celovec.
Taupe-Traerjeva je za Avstrijo v lahkem enojcu osvojila zlato na svetovnem prvenstvu leta 2013 v Južni Koreji ter srebro na svetovnem prvenstvu 2012 v Bolgariji.